# 阿兹占阿都拉萨
阿兹占阿都拉萨（1944年10月25日—2013年9月26日），马来西亚吉打州第10任州务大臣、吉打州立法议会双溪里茂议员，伊斯兰党党员，也是吉打州首次政党轮替后的首位非巫统大臣 。
2013年全国大选以后，吉打州执政权再次回到国阵手中。阿兹占也因糖尿病恶化而做了截肢手术，至9月26日病情恶化而于当地时间上午11时05分逝世，享寿69岁。
马来西亚前首相马哈迪·莫哈末称赞阿兹占是一名与他拥有良好关系的杰出人物。